# Fosse Saint-Mark
La fosse Saint-Mark de la Compagnie des mines d'Anzin est un ancien charbonnage du Bassin minier du Nord-Pas-de-Calais, situé à Escaudain. Les travaux commencent en 1830. Les terrils nos 149 et 149A sont édifiés à côté du carreau de fosse. La fosse La Pensée cesse d'extraire en 1871, elle assure alors l'aérage de la fosse Saint-Mark. Un puits Saint-Mark no 2 est commencé sur le carreau en 1887 et est productif à partir de septembre 1889. Il assure alors seul l'extraction tandis que le puits no 1 est affecté au service et à l'aérage. Des cités sont bâties à Escaudain et à Abscon. La fosse est détruite durant la Première Guerre mondiale. Elle est reconstruite avec des chevalements en béton armé. La fosse Casimir-Perier est concentrée en 1935.
La Compagnie des mines d'Anzin est nationalisée en 1946, et intègre le Groupe de Valenciennes. Les deux puits de la fosse Saint-Mark sont ravalés en 1956 et la fosse Audiffret Pasquier est également concentrée. La fosse exploite à la profondeur de 1 010 mètres, ce qui est un record dans le bassin minier à l'époque. La fosse ferme le 13 juin 1968, les puits sont comblés l'année suivante, et les installations sont détruites. Les terrils sont quasiment intégralement exploités. Quelques maisons sont également détruites.
Au début du XXIe siècle, Charbonnages de France matérialise les têtes des puits Saint-Mark nos 1 et 2. Les cités ont été rénovées, et les sites des terrils sont devenus des espaces verts.

## La fosse

### Fonçage
La fosse Saint-Mark est commencée par la Compagnie des mines d'Anzin en 1830, à Escaudain, près des limites avec Abscon. Elle porte le prénom de Mark Jennings, agent général de la compagnie. Une fosse Jennings est ouverte sept ans plus tard à environ 700 mètres à l'est-sud-est.

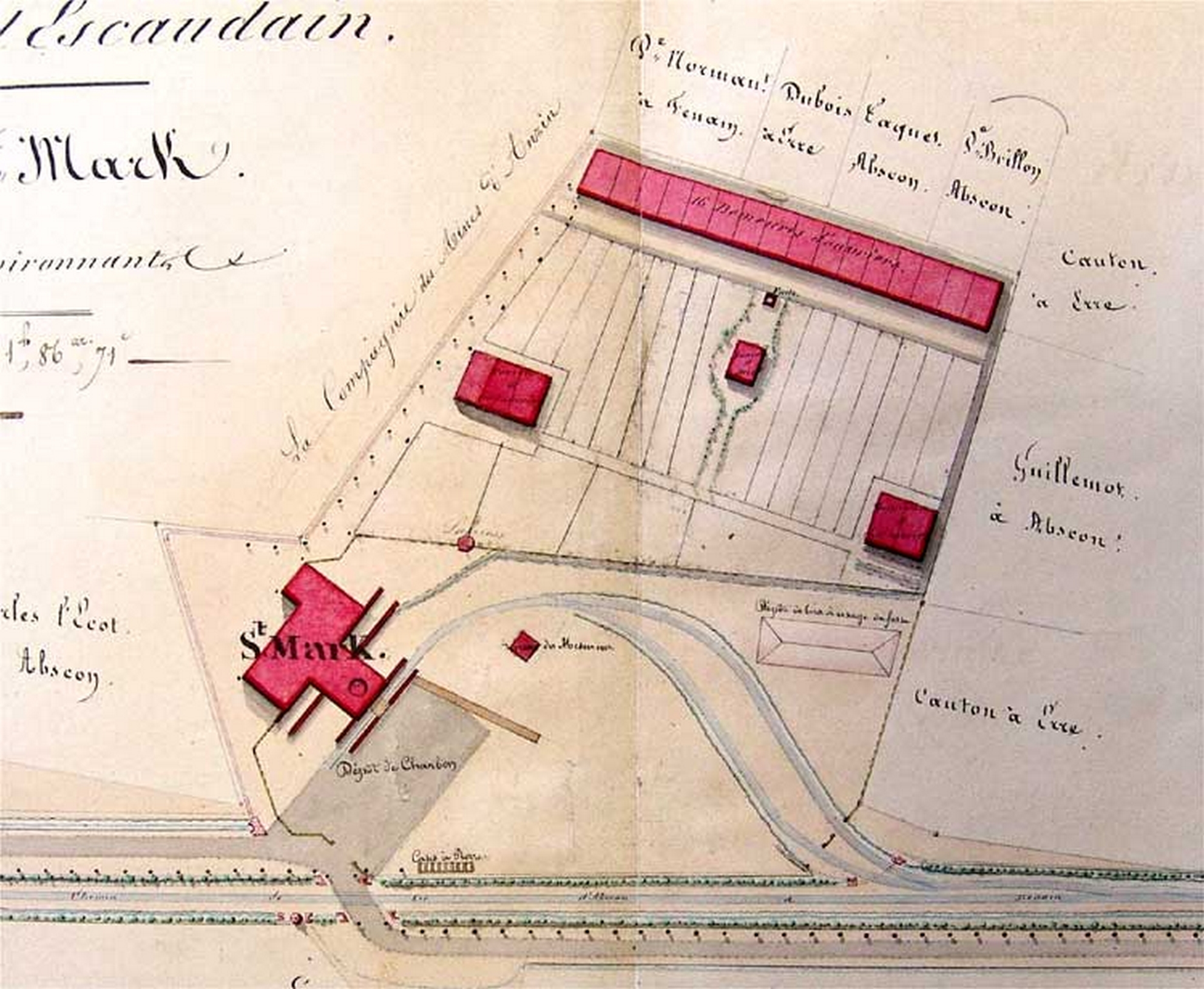
Plan de la fosse Saint-Mark avant le fonçage du second puits.

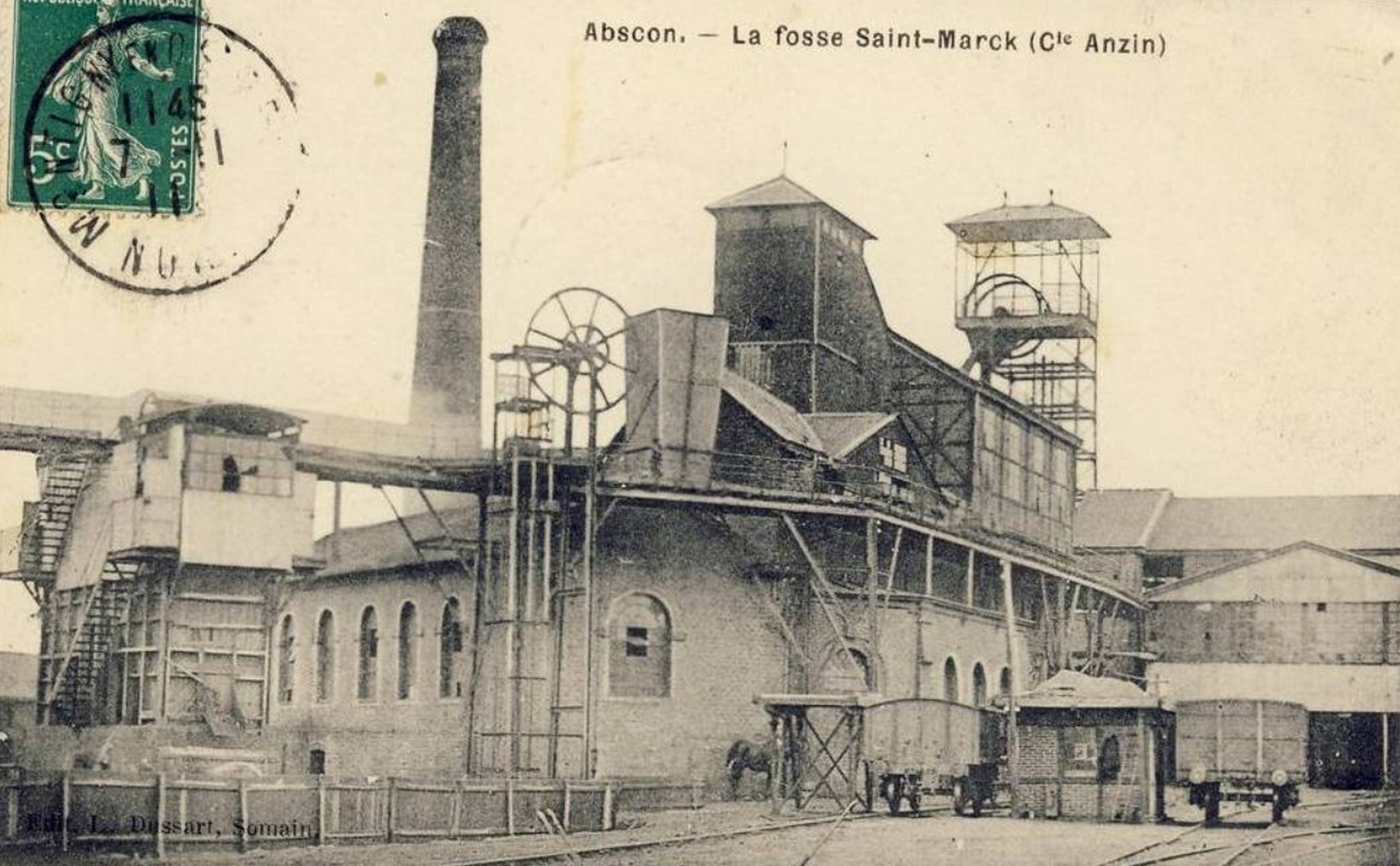
La fosse Saint-Mark vers 1911.

Le diamètre du puits est de 2,80 mètres. Le terrain houiller est atteint à la profondeur de 105 mètres.

### Exploitation
La fosse Saint-Mark commence à extraire de la houille grasse à la profondeur de 312 mètres. La ligne de Somain à Péruwelz traverse le carreau de fosse dans sa partie sud. La fosse La Pensée, sise à Abscon à 732 mètres à l'ouest, cesse d'extraire en 1871, elle assure alors l'aérage pour la fosse Saint-Mark. Le puits Saint-Mark no 2 est commencé en 1887 à 45 mètres à l'est du puits no 1. Il commence à extraire en septembre 1889. Grâce à un diamètre de cinq mètres, il assure seul la remonte de la production, alors que le puits no 1 assure l'aérage et le service.
La fosse est détruite durant la Première Guerre mondiale. Elle est reconstruite avec des chevalements en béton armé, d'un modèle typique de la Compagnie d'Anzin. Un nouvel étage est ouvert à la profondeur de 733 mètres en 1935, la fosse Casimir-Perier, sise à Somain à 1 628 mètres à l'ouest-nord-ouest, est alors concentrée sur la fosse Saint-Mark et cesse d'extraire.
La Compagnie des mines d'Anzin est nationalisée en 1946, et intègre le Groupe de Valenciennes. Le puits no 1 est approfondi à 850 mètres en mai 1956 et le puits no 2 est ravalé à 858 mètres. Les accrochages sont établis à la profondeur de 850 mètres. La même année, la fosse Audiffret Pasquier, sise à 2 303 mètres à l'est-nord-est, est concentrée à son tour sur la fosse Saint-Mark. Celle-ci exploite en 1964 jusqu'à la profondeur de 1 010 mètres, il s'agit alors de l'exploitation la plus profonde du bassin minier à l'époque. Pour y parvenir, un bure a été foncé de 850 à 930 mètres, et une descenderie permet d'attendre la plus grande profondeur.
La fosse cesse d'extraire le 13 juin 1968. Cette fermeture entraîne également celle des lavoirs d'Escaudain, du rivage de Denain, et du mélangeur de l'Ermitage. Les puits nos 1 et 2, respectivement profonds de 856 et 858 mètres, sont remblayés en 1969. L'ensemble des installations est détruit.

#### Catastrophe du 28 juillet 1934
Un éboulement de galerie sur une trentaine de mètres cause la mort de deux mineurs polonais Wadislaw Kosick et François Zybeck. Trois autres mineurs sont grièvement blessés

### Reconversion
Au début du XXIe siècle, Charbonnages de France matérialise les têtes des puits Saint-Mark nos 1 et 2. Le BRGM y effectue des inspections chaque année. Il ne reste rien de la fosse.

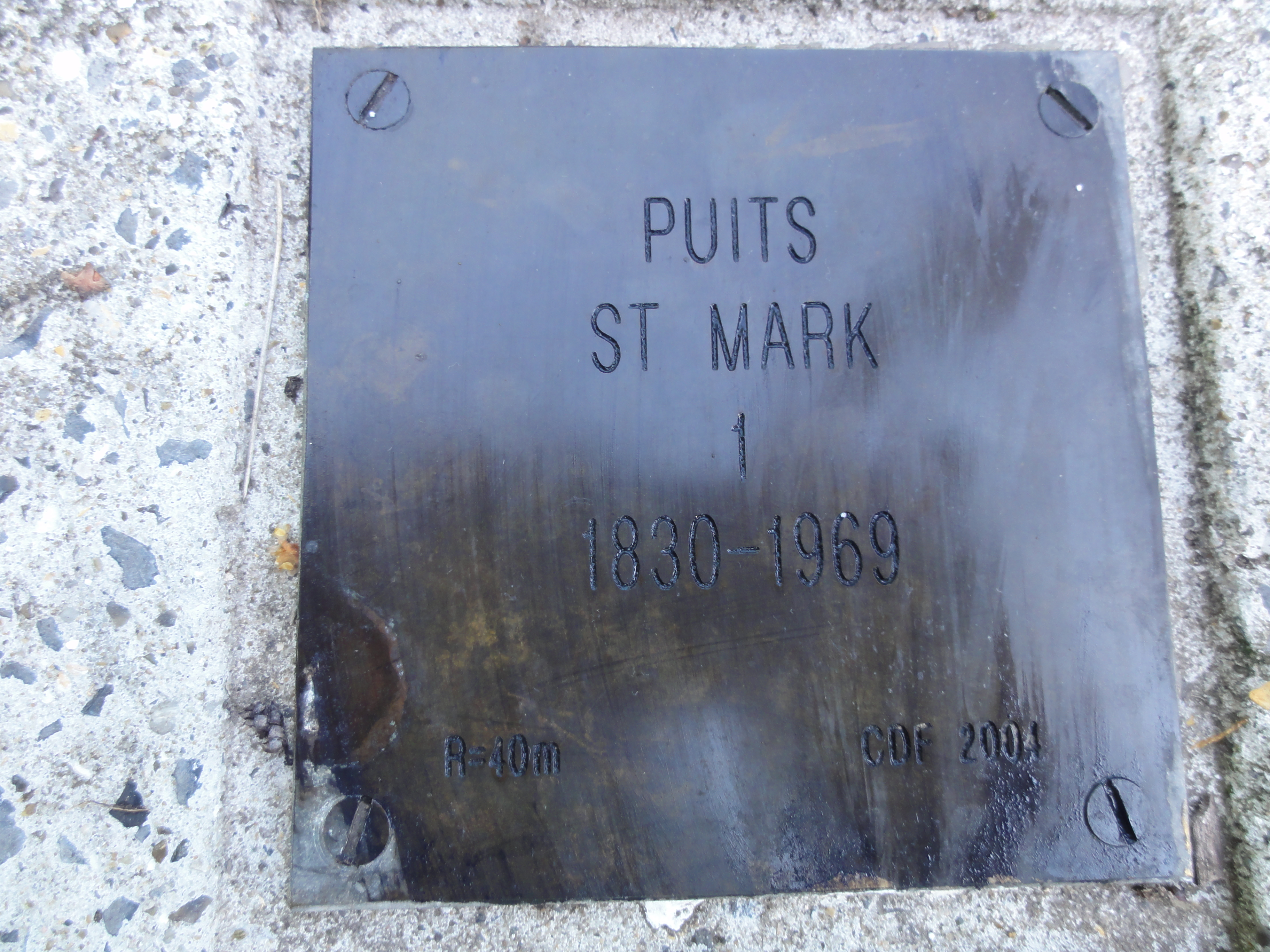
Puits Saint-Mark no 1, 1830-1969.
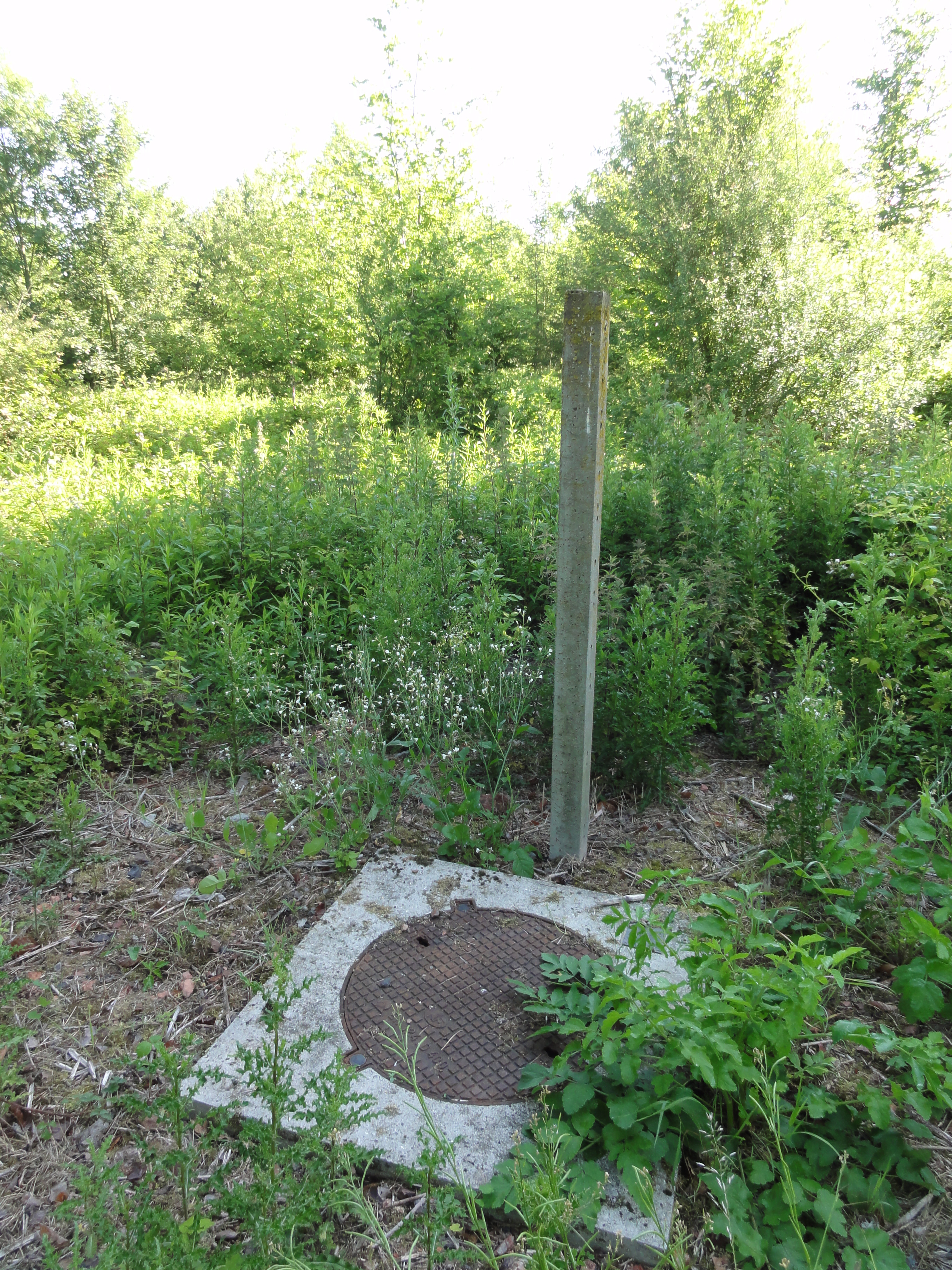
Le puits no 1 dans son environnement.
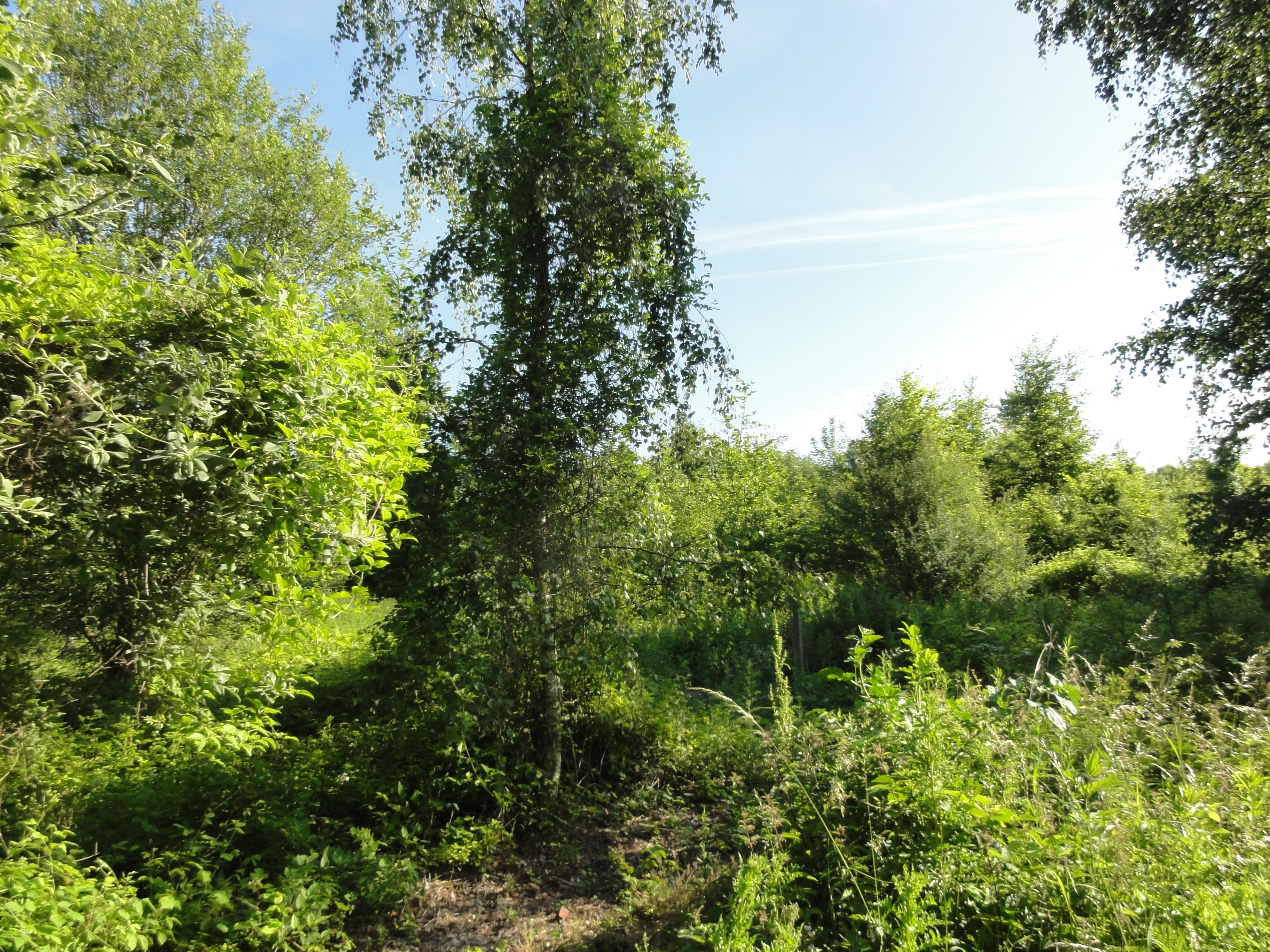
Le puits no 1 dans son environnement.
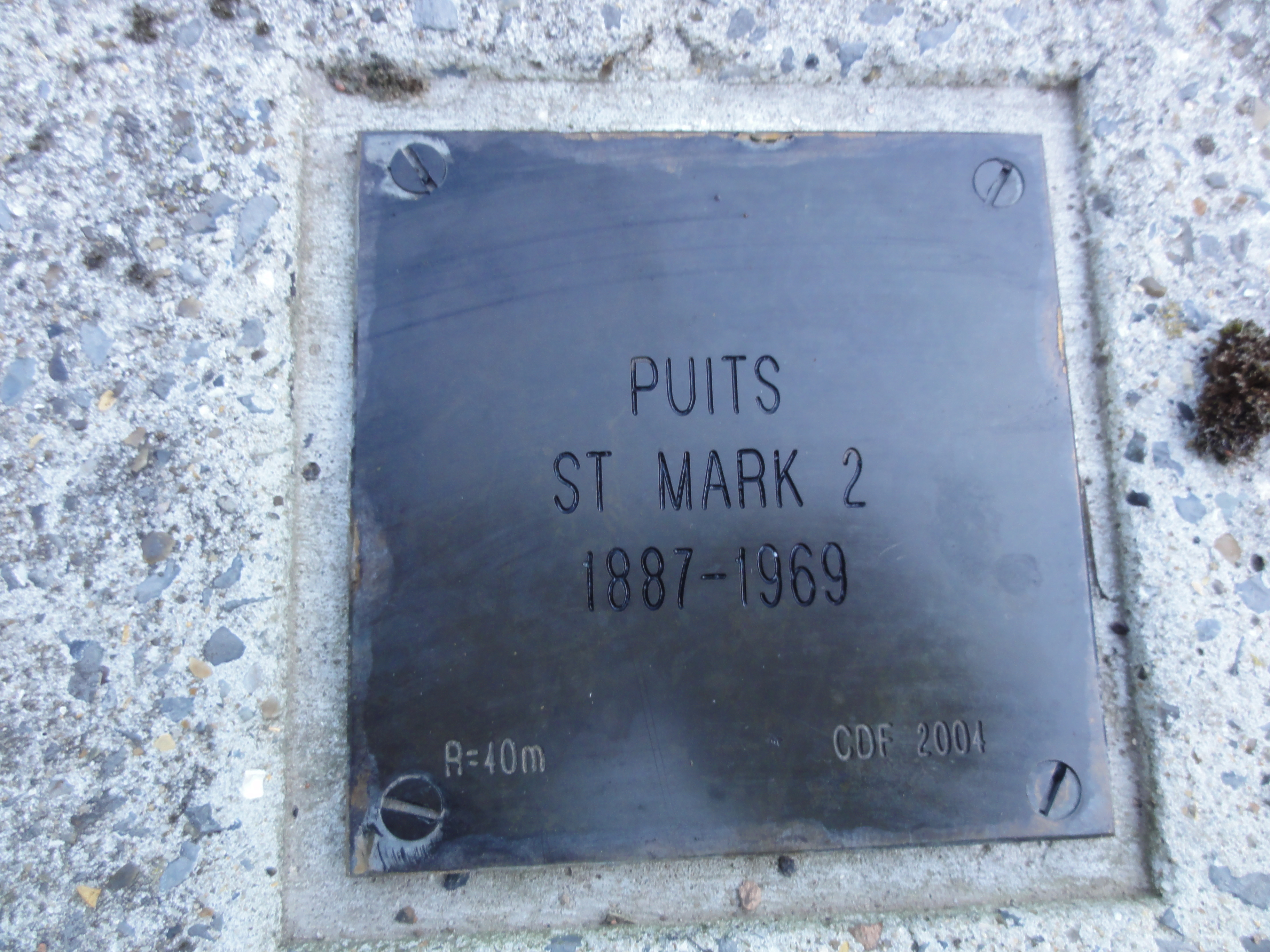
Puits Saint-Mark no 2, 1887-1969.
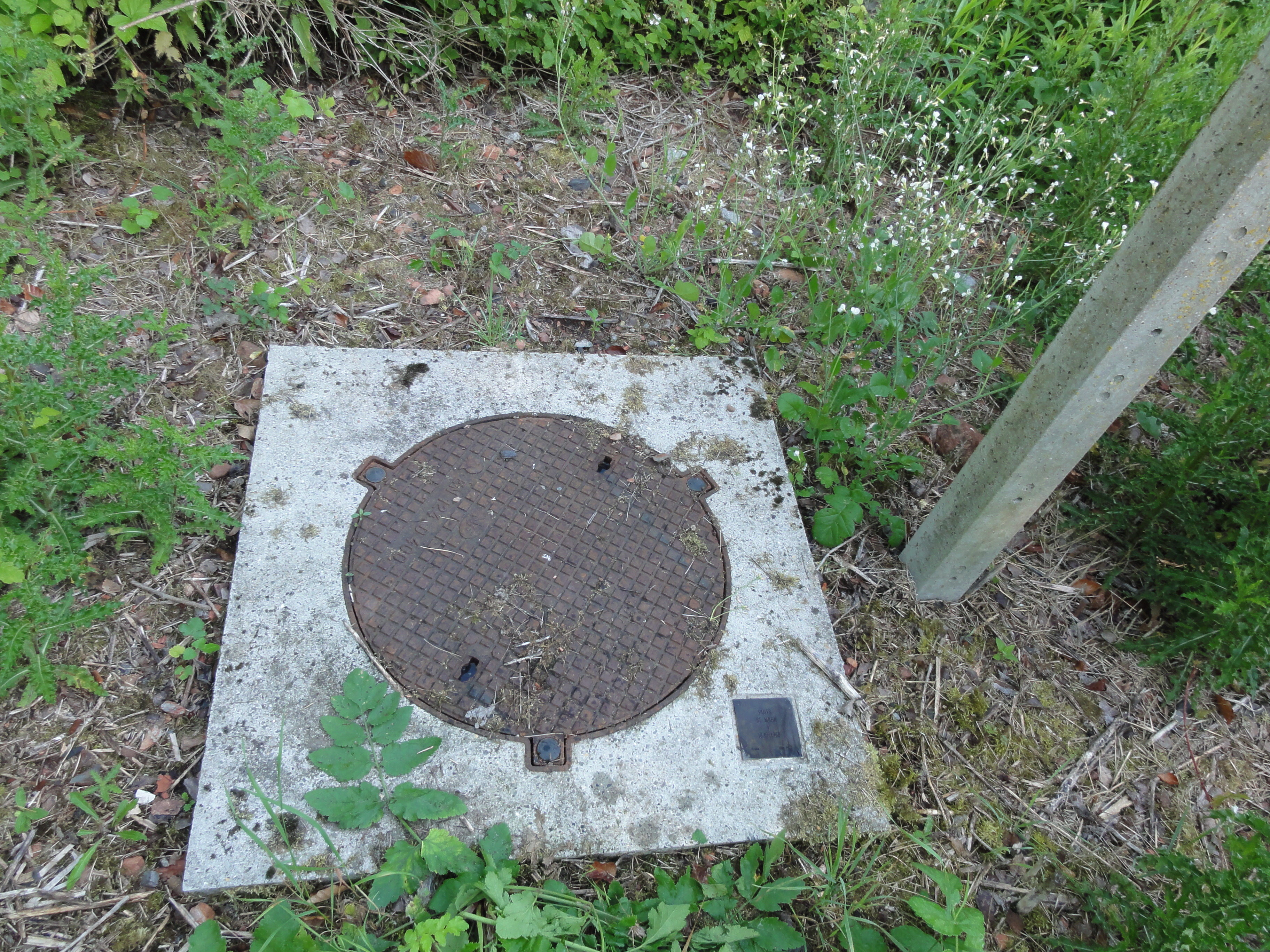
La tête de puits matérialisée no 2.
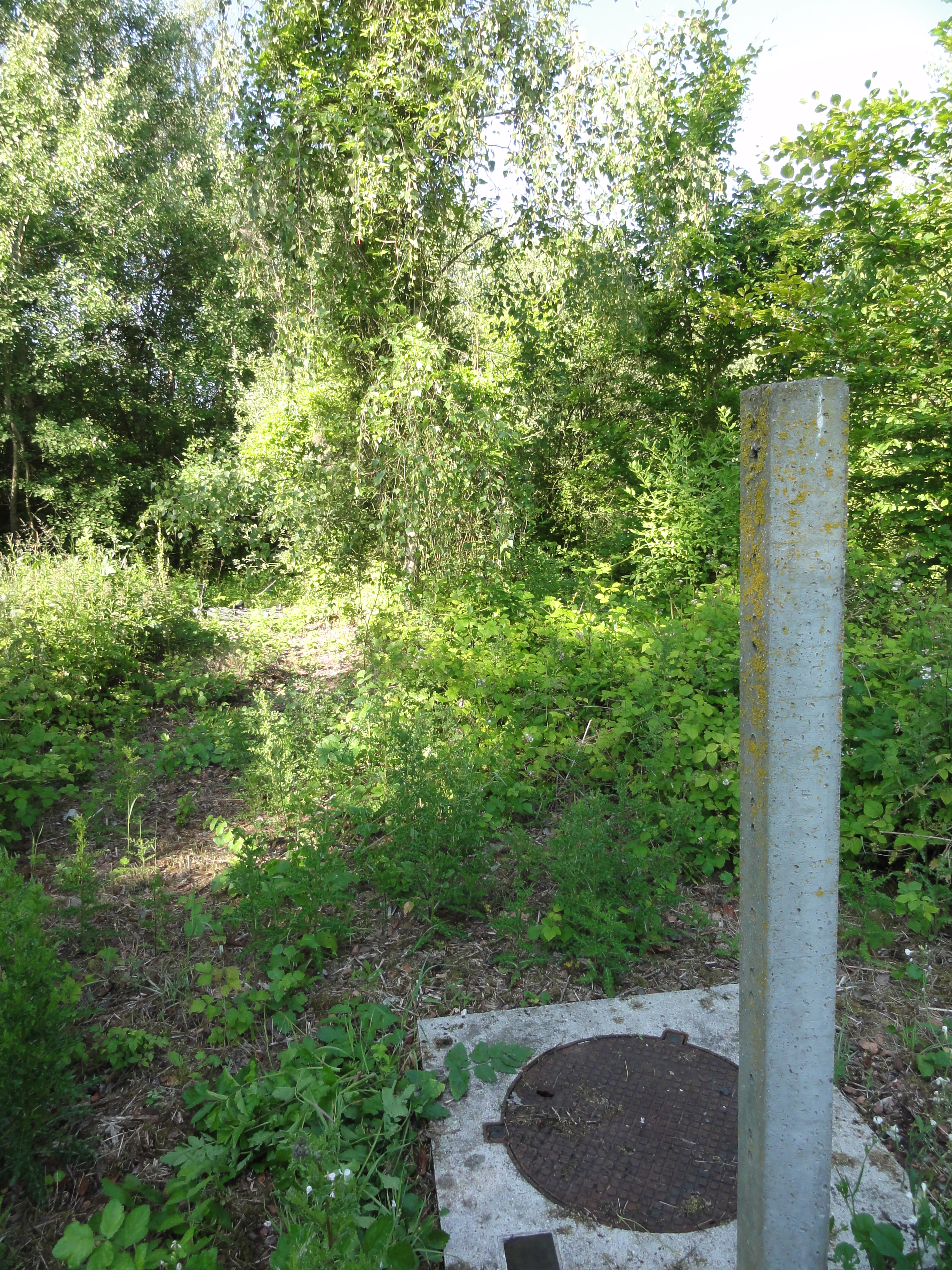
Le puits no 2 dans son environnement.

## Les terrils
Deux terrils résultent de l'exploitation de la fosse.

### Terrilno149, Saint Mark Sud

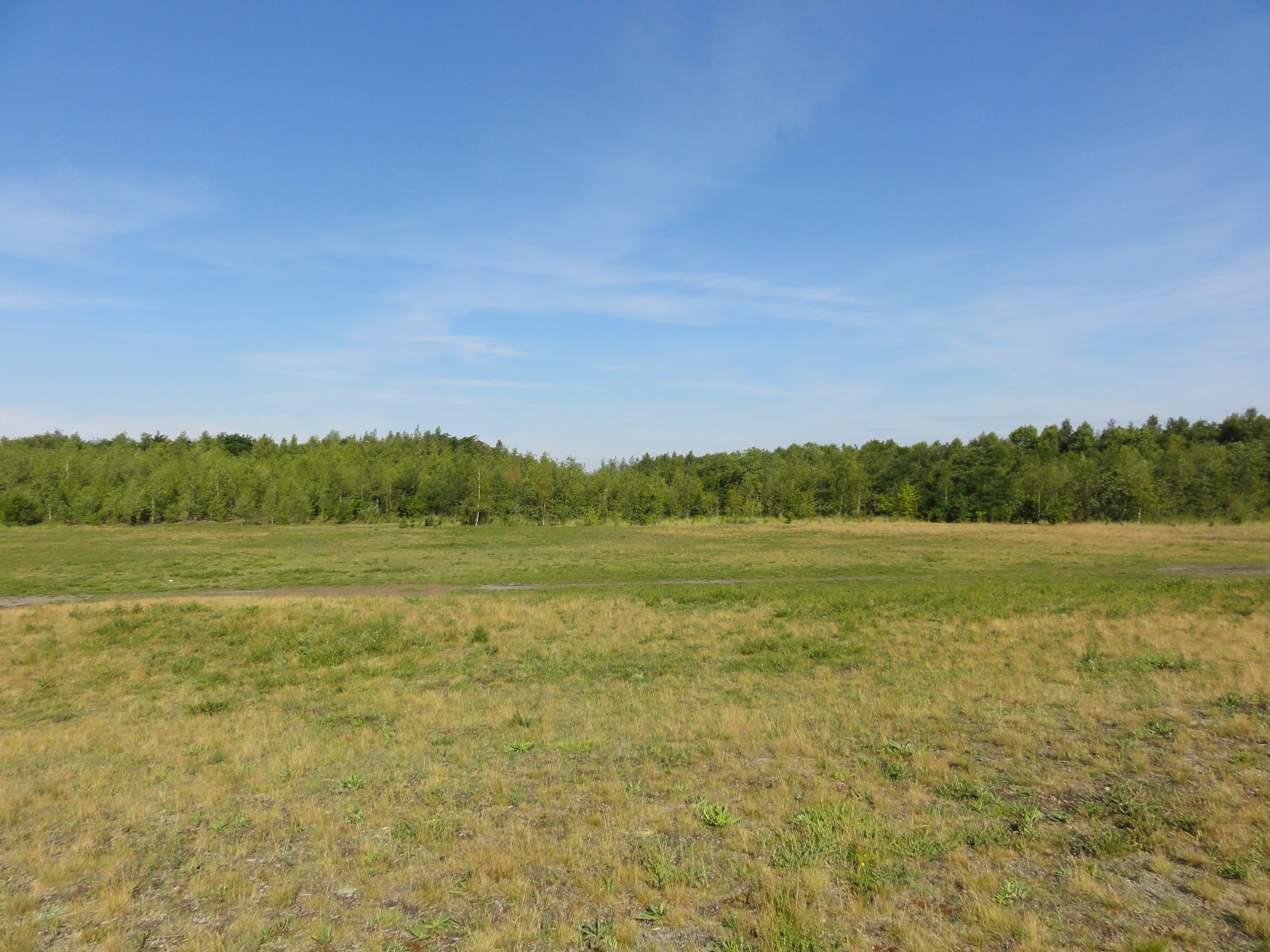
Le terril Saint Mark Sud.

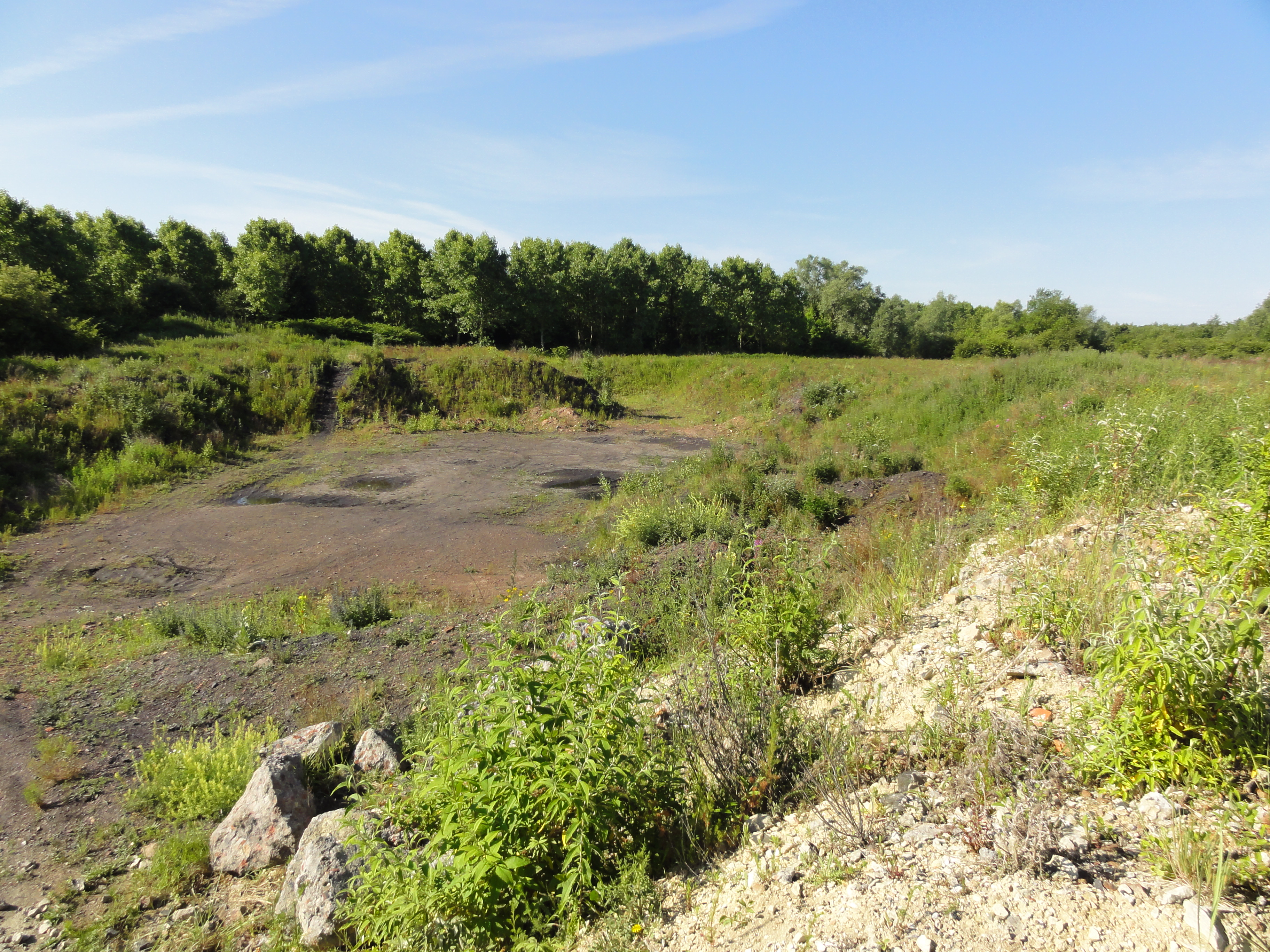
Le terril Saint Mark Nord.

50° 20′ 13″ N, 3° 19′ 01″ E
Le terril no 149 est situé à Escaudain, il a été alimenté par la fosse Saint Mark des mines d'Anzin. Il s'agissait d'un terril conique haut de 96 mètres qui a totalement été exploité, bien qu'il soit considéré comme ayant disparu.

### Terrilno149A, Saint Mark Nord
50° 20′ 24″ N, 3° 18′ 55″ E
Le terril no 149A est situé à Escaudain, il a été alimenté par la fosse Saint Mark des mines d'Anzin. Il s'agissait d'un terril plat qui a totalement été exploité, bien qu'il soit considéré comme ayant disparu. Il était à l'origine de bien plus petite taille que le terril Saint Mark Sud.

## Les cités
Des cités ont été bâties près de la fosse, à Abscon et Escaudain, elles ont été partiellement détruites.

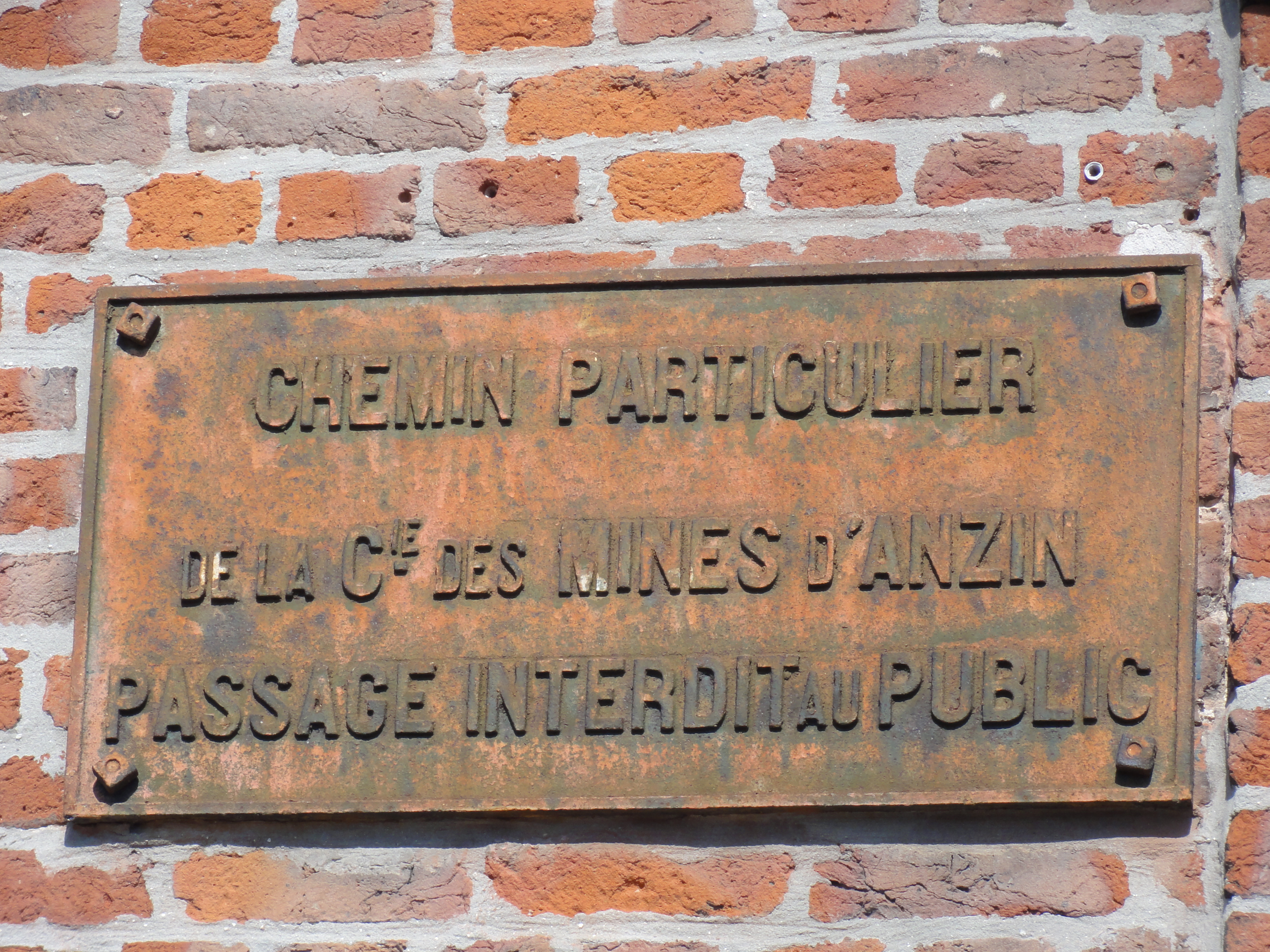
« Chemin particulier de la Cie des mines d'Anzin, passage interdit au public ».
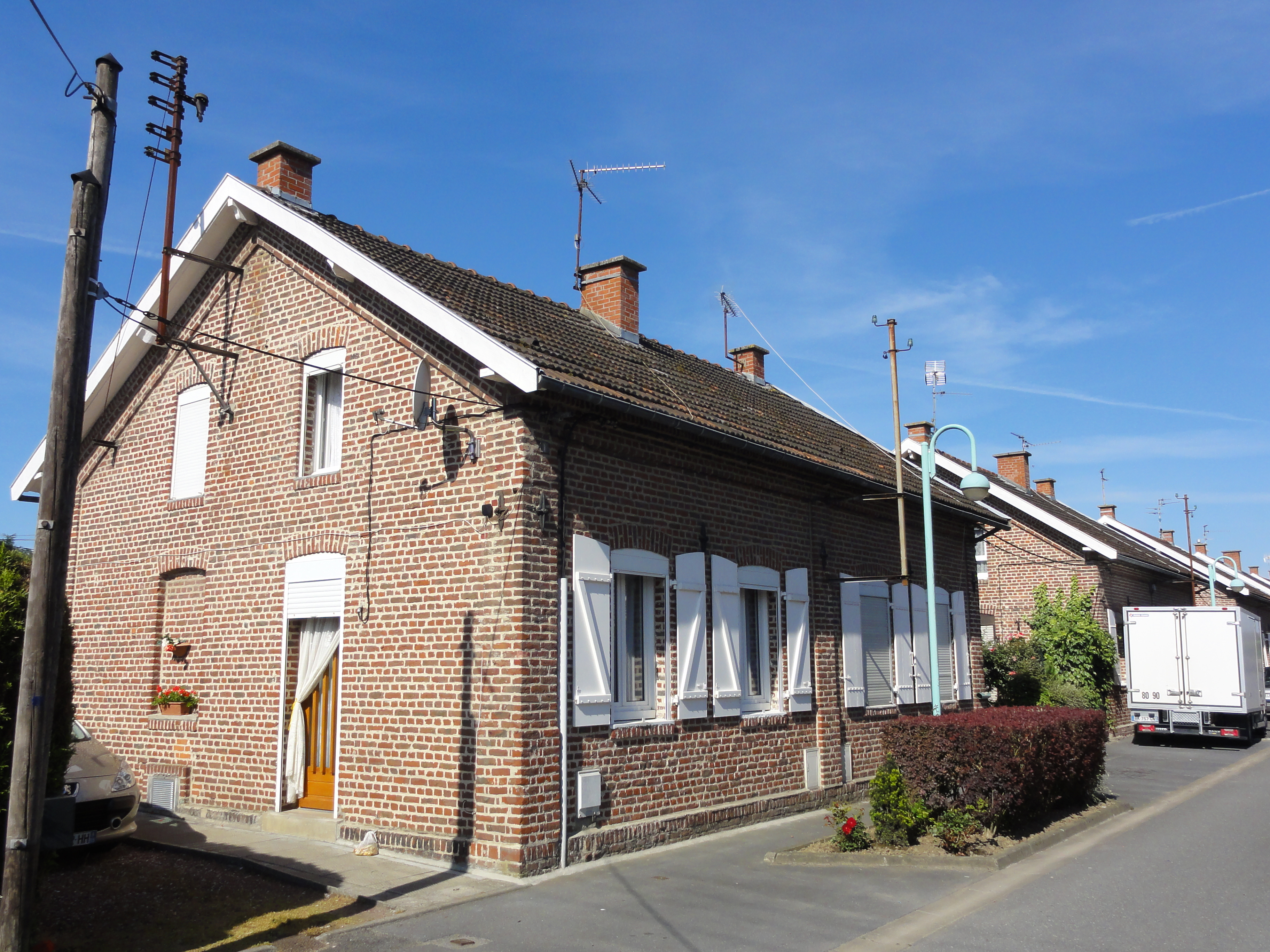
Des habitations groupées par deux.
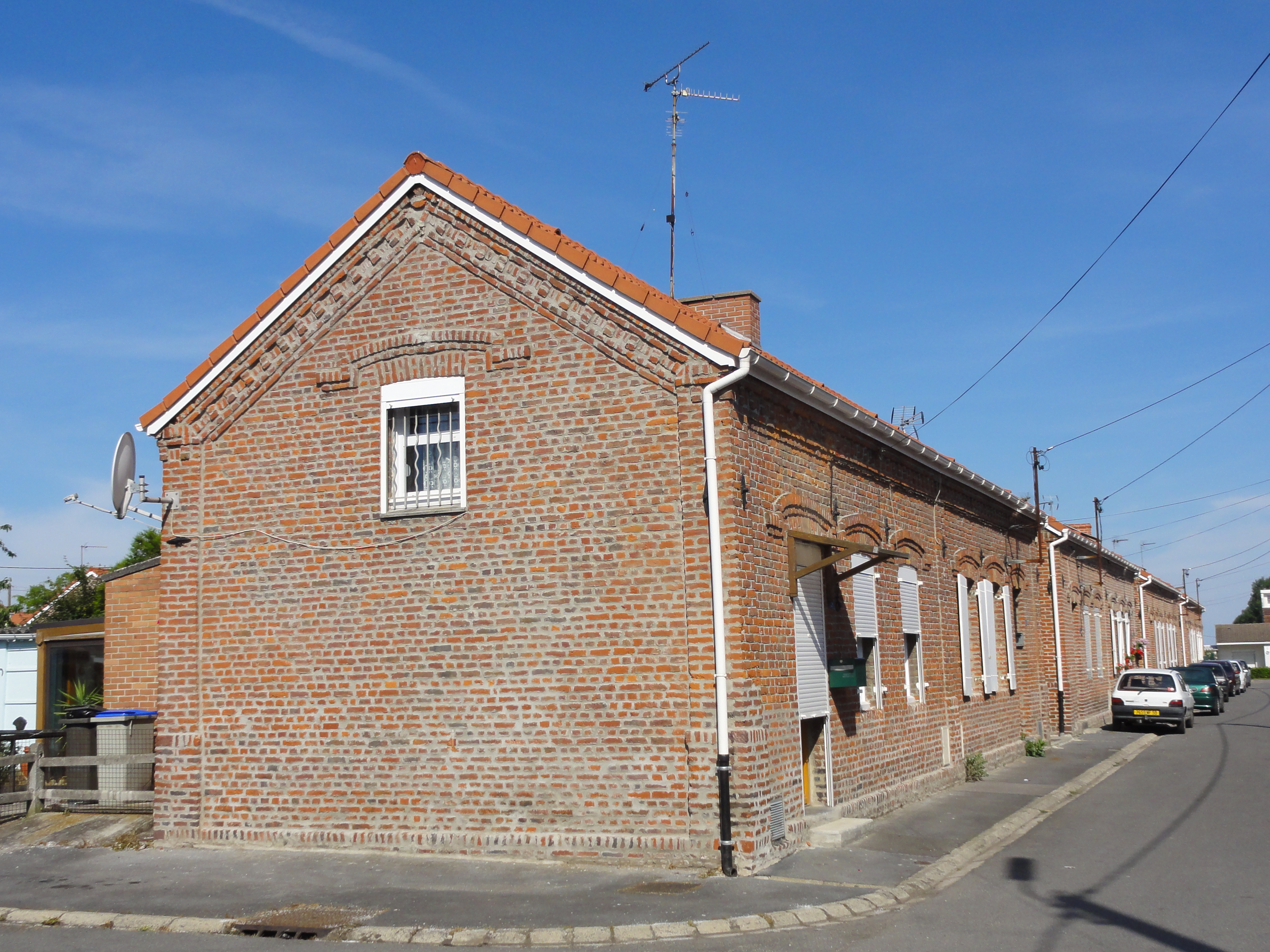
Des habitations groupées par deux ayant l'apparence de corons.
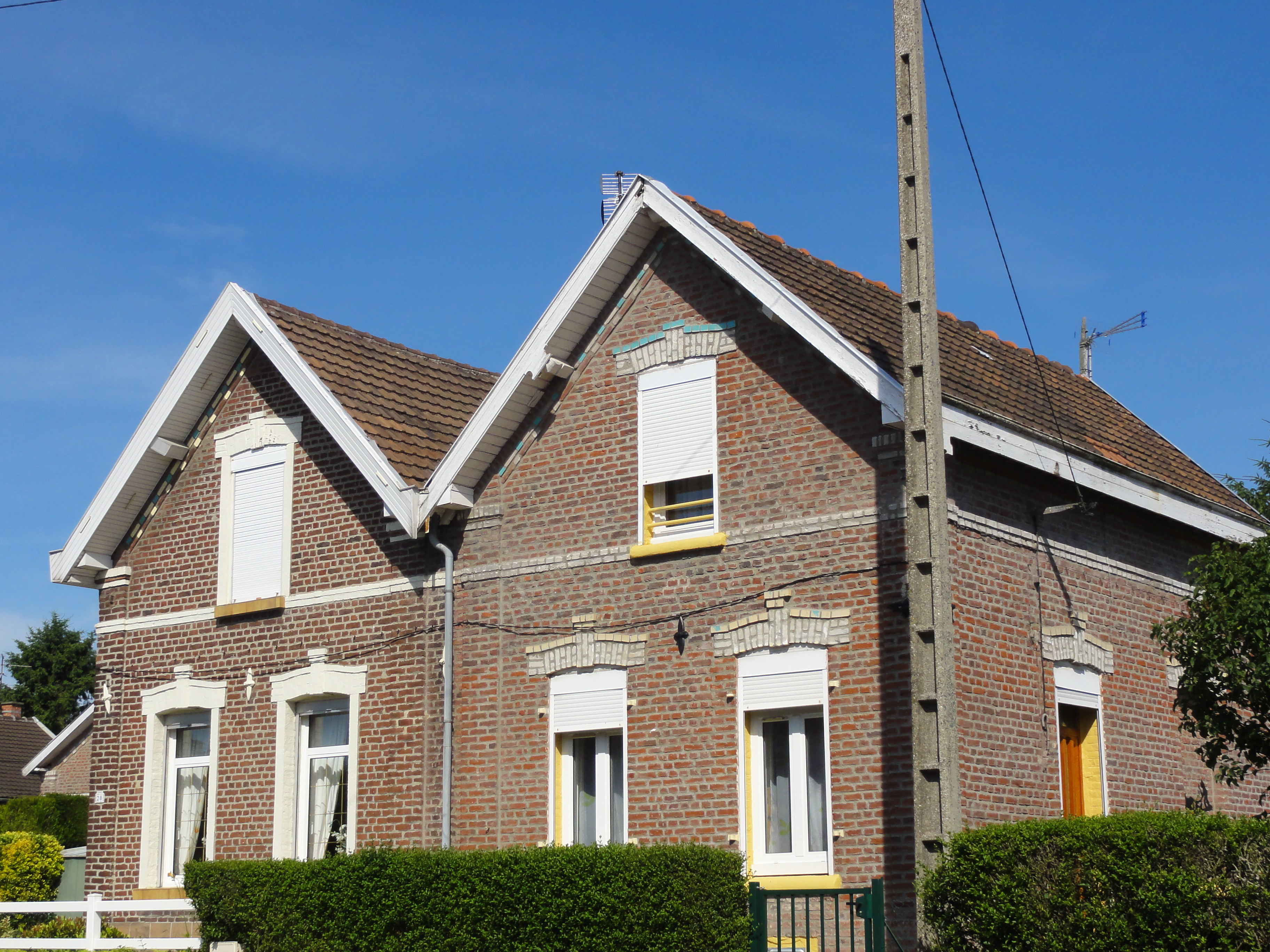
Des habitations groupées par deux.
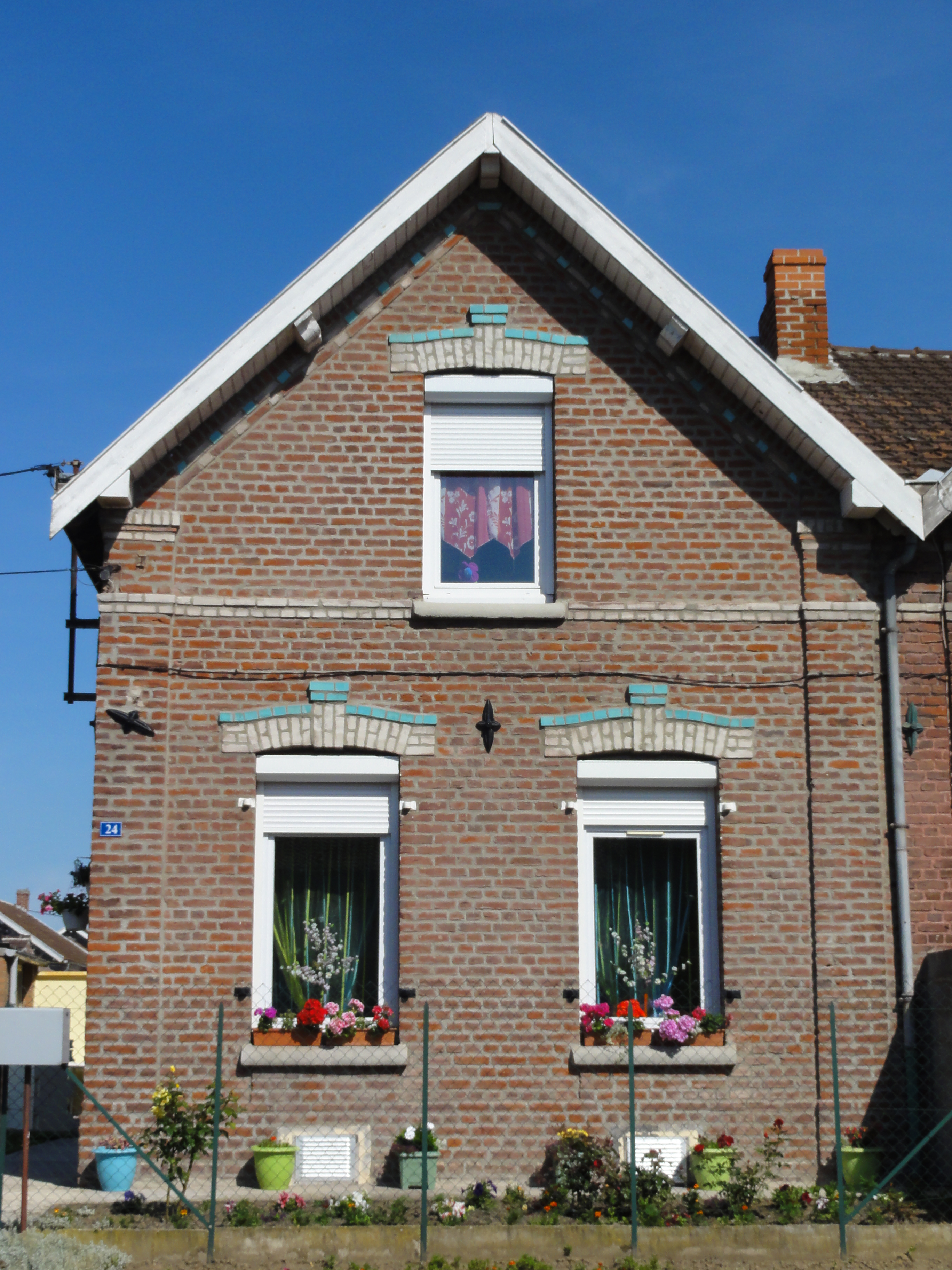
Détail d'une façade, avec ses briques vernies.
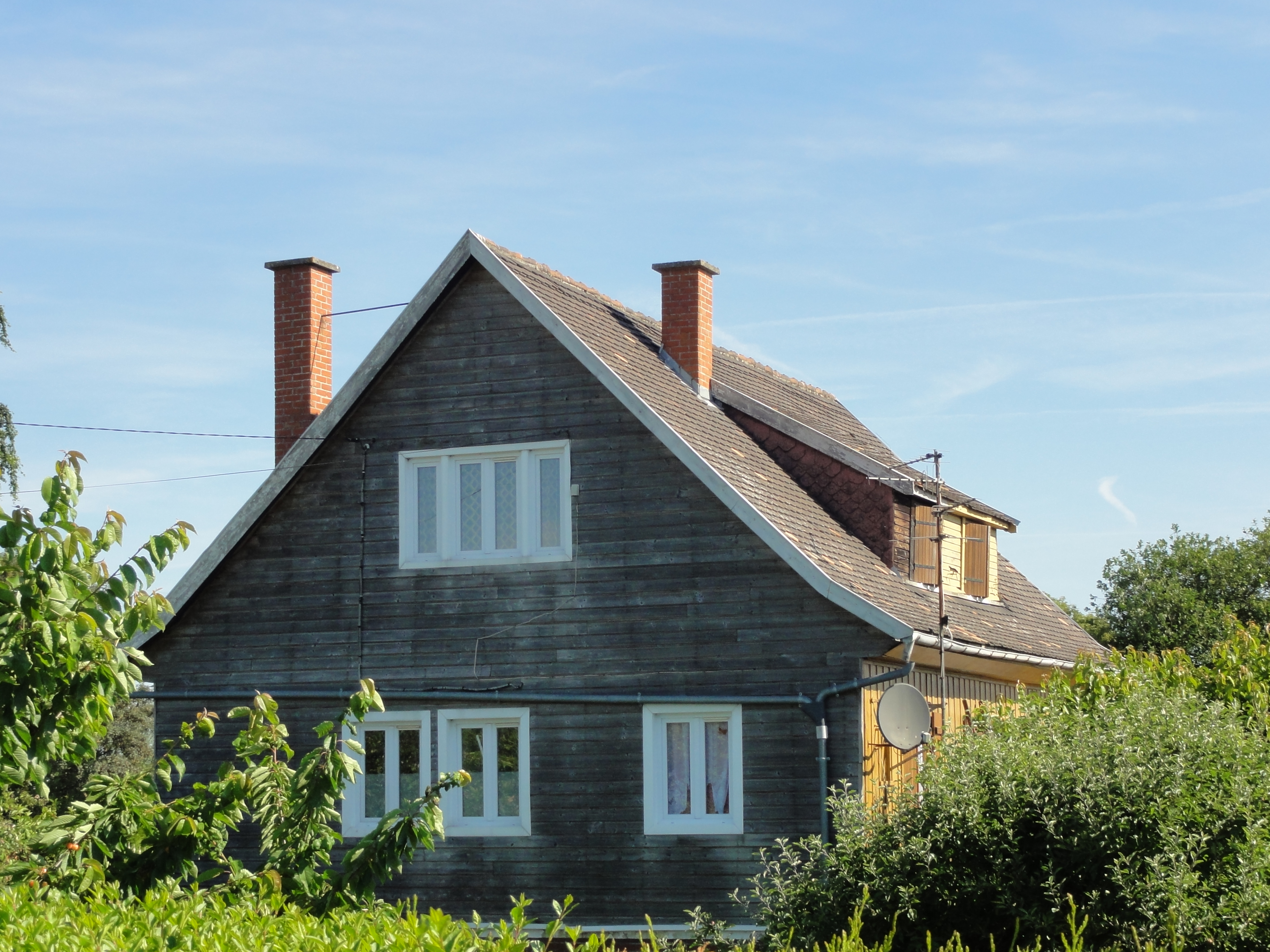
Une habitation individuelle post-Nationalisation.